# Chiesa di San Rocco (Alì Terme)
La chiesa di San Rocco è un tempio sacro cattolico, ubicato ad Alì Terme. È la Chiesa Madre del paese, sede dell'unica parrocchia cittadina ed in essa si perpetua il culto in onore di San Rocco di Montpellier, celeste Patrono della cittadina.

## Storia e descrizione

### Origine del culto
Secondo la tradizione, il culto del santo sul territorio aliese sarebbe da ricondurre al rinvenimento di una piccola statua di san Rocco all'interno di una cassa trovata diversi secoli fa sulla spiaggia del paese; tale statua, chiamata popolarmente "santu Roccu picciriddu", è stata venerata per secoli e ancora oggi è amorevolmente custodita dalla parrocchia, rappresentando infatti l'effigie storica del Santo, quella più antica. Si testimonia la presenza in Alì Marina di una chiesa a lui dedicata già nel XVIII secolo, come confermato dal testamento dell'arciprete Fiumara di Alì Superiore che la indica tra le chiese beneficiarie di un suo lascito. Tuttavia, stando a un atto notarile di fine '600, esisteva già allora una contrada detta di san Rocco "lo vecchio", il che lascia supporre che esistesse una ulteriore chiesa del santo (ancora più antica di quella che oggi è chiamata "chiesa vecchia"), consentendo perciò di retrodatare ulteriormente il culto aliese del santo almeno al secolo XVII.

### La chiesa vecchia

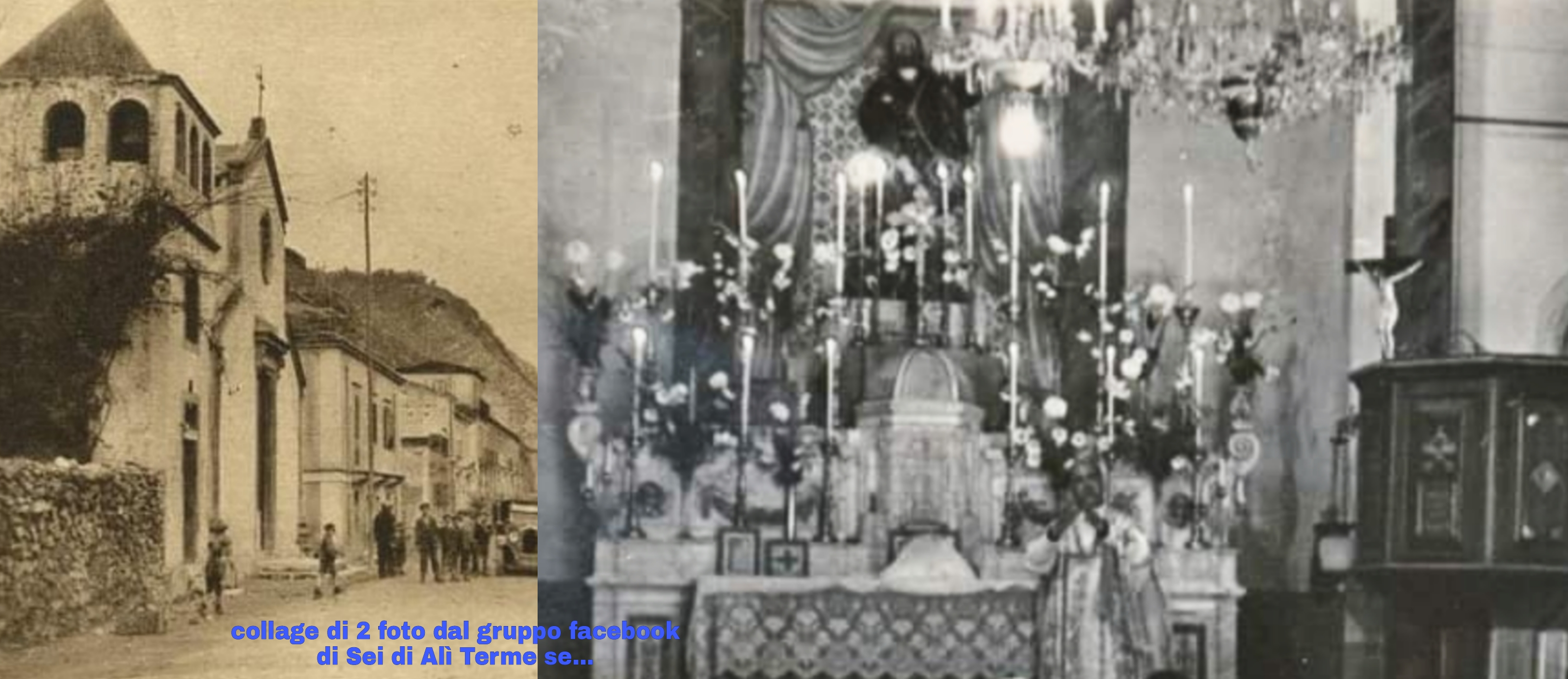
Esterno ed antico interno della vecchia chiesa.

Fino al 1924 la chiesa di san Rocco costituiva una cappellania dipendente dalla Chiesa di sant'Agata di Alì Superiore; per lungo tempo la cura pastorale fu di fatto dei salesiani, a titolo di carità; nel 1915 fu inviato come curato don Giuseppe Cariola. Nel 1924 la chiesa fu eretta a parrocchia e, dopo una serie di traversie, nel maggio 1929 fu affidata a Don Angelo Piscitiello, divenuto il primo vero e proprio parroco di Alì Marina, ricordato da tutti per l'esempio di vita santa che offrì; fu lui, nell'agosto 1939, a scrivere testo e melodia dell'inno a san Rocco che tutt'oggi risuona nei giorni della festa patronale. Al 1938 risale invece la statua "ranni" di san Rocco, com'è popolarmente definita, fatta scolpire per grazia ricevuta da don Cariola, in legno policromo, la quale venne collocata sull'altare maggiore. Con la costruzione della nuova chiesa, negli anni '50, tale sacro edificio fu sconsacrato e, nei decenni successivi, fu internamente trasformato in salone parrocchiale, perdendo così gli antichi altari.

### La chiesa attuale

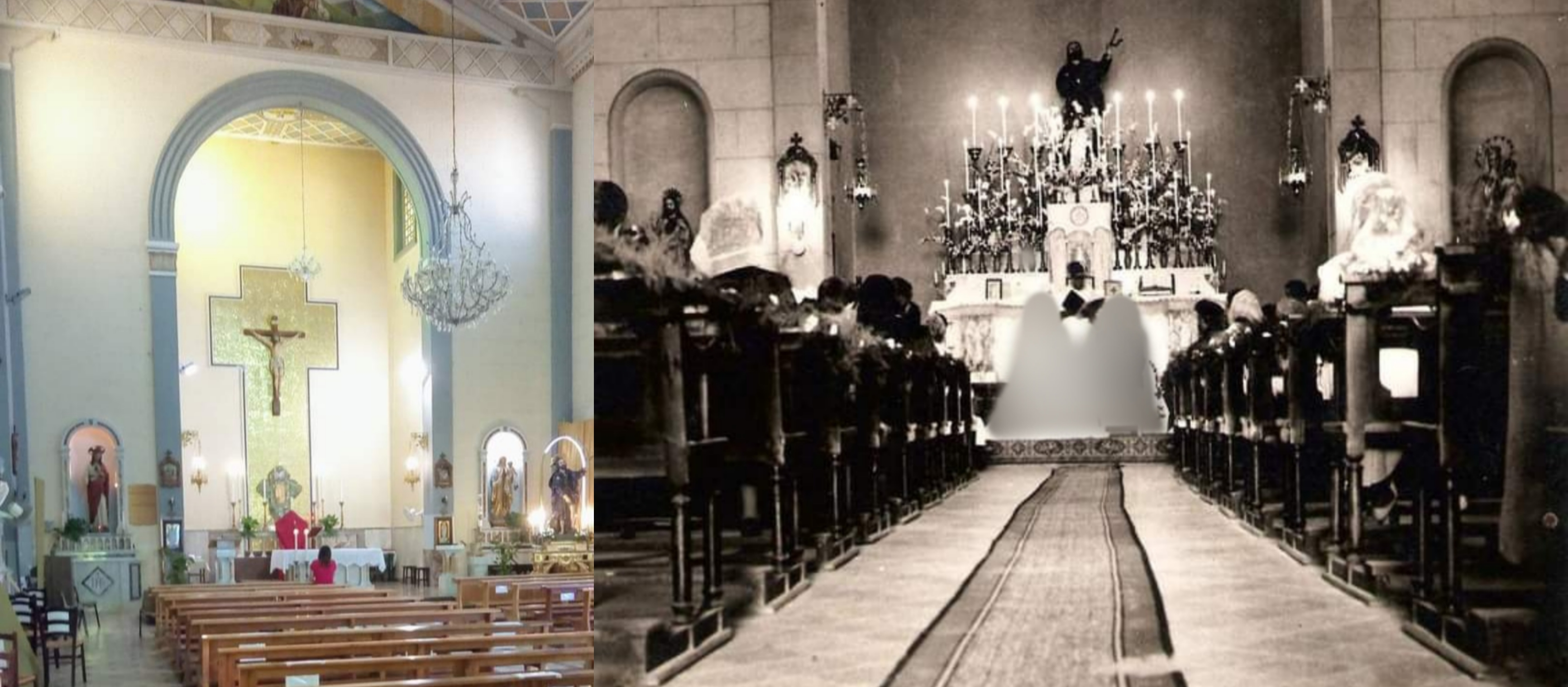
La chiesa nuova di san Rocco ora (sx) e prima della riforma liturgica (dx).

Nel 1956 fu inaugurata la chiesa madre attuale, che venne edificata nello stile architettonico di mons. Paino a pochi metri da quella vecchia, di cui accolse molti degli arredi. Dopo la riforma liturgica di Paolo VI, fu demolito l'altare maggiore della chiesa nuova, sopra il quale era collocata la statua del Patrono, trasferita nel suo nuovo altare nella parete sinistra, e fu costruito l'altare verso il popolo.

## La festa patronale
La Chiesa Madre è sede ogni anno dei solenni festeggiamenti in onore dell'amato Patrono: nel corso della mattina, oltre al passaggio della banda musicale, vengono celebrate tre Sante Messe (una nel Santuario di Maria Ausillatrice, una nella cappella della Beata Eustochia e quella solenne delle ore 11,00 nella chiesa madre, dopo la cui conclusione ha luogo la consolidata tradizione della benedizione dei cani); nel pomeriggio, invece, si svolge la tradizionale processione per le vie cittadine. Fino al 1986 la processione del 16 agosto si svolgeva con il simulacro "picciriddu"; dal 1987, invece, si iniziò a portare in processione il simulacro grande, sulla vara settecentesca restaurata dopo un periodo di disuso per l'interessamento di alcune devote.

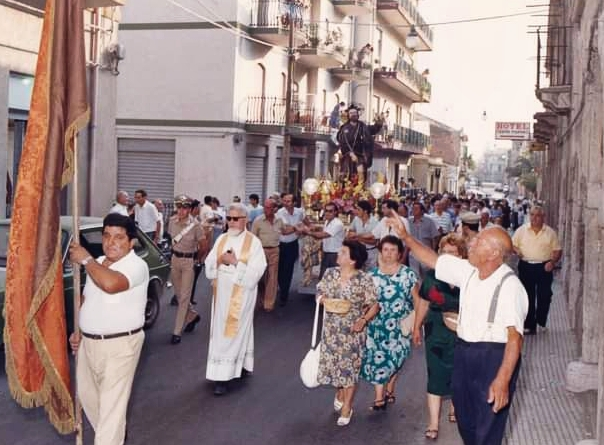
Processione del 16 Agosto 1987, la prima con la statua "ranni".

È ormai consolidata la prassi di concludere la processione con la celebrazione dell'ultima Messa della giornata in piazza Beata Maddalena Morano, al termine della quale la statua di San Rocco è ricondotta trionfalmente in chiesa dove viene distribuito a tutti il pane benedetto; dal 2021 è distribuito contestualmente anche l'olio benedetto. La festa si conclude con gli immancabili fuochi artificiali la cui peculiarità ad Ali Terme è quella di essere sparati sul pelo dell'acqua del mare. Periodicamente, inoltre, viene esposto il simulacro "picciriddu"; infine, nella festa grande (ogni cinque anni) si svolge anche la processione a mare del Santo, accompagnato da un corteo di barche; per l'occasione solitamente il paese si veste a festa con le luminarie in tutte le strade.

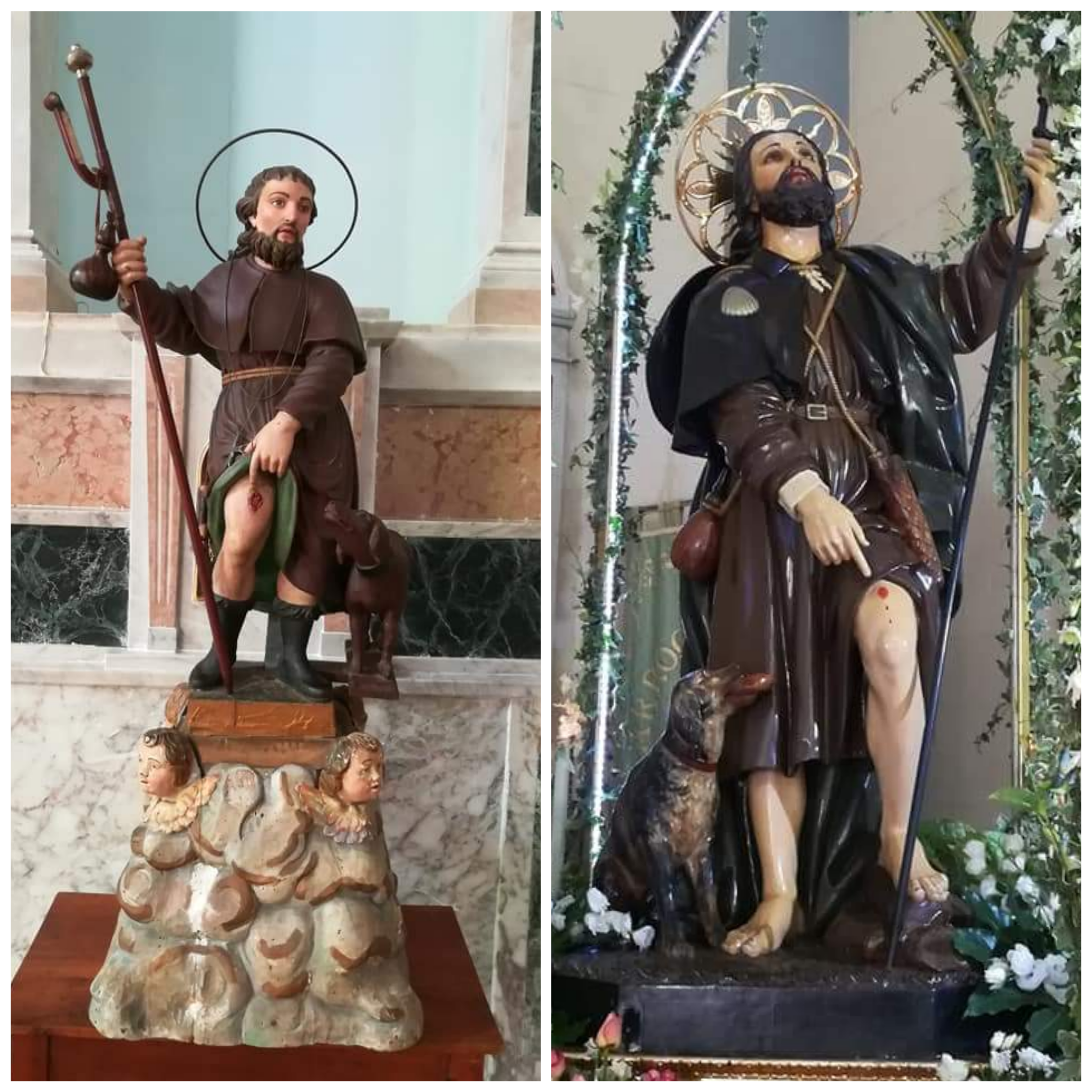
Santu Roccu picciriddu e Santu Roccu ranni, Alì Terme.